# Gross-Rosen koncentrationslejr
Gross-Rosen var en koncentrationslejr nær Striegau (Strzegom) i Polen, opkaldt efter den nærliggende landsby Gross-Rosen (i dag kaldt Rogoznica) sydvest for Wroclaw. Den blev oprettet i 1940 som en underlejr til Sachsenhausen, men blev i 1941 en selvstændig koncentrationslejr.  Den havde da kun plads til 800 fanger, men blev efterfølgende udvidet til at modtage op mod 20.000 fanger.  Til sidst var Gross-Rosen knudepunkt for 118 underlejre. 
Gross-Rosen leverede fanger til det SS-ejede granitbrud i nærheden og til de mange industrier i Wroclaw. Ligesom Dachau, Buchenwald, Flossenbürg og Mauthausen blev Gross-Rosen anlagt ved et stenbrud.  Et stort antal af de jødiske fanger mod slutningen af krigen kom fra 28 tvangsarbejdslejre, som var en del af Organisation Schmelt-systemet i Schlesien. Jøder begyndte ikke at komme til hovedlejren før i efteråret 1944, da Auschwitz blev evakueret. Mange arbejdede for virksomheder som Krupp, I.G. Farben og Daimler Benz. I Gross-Rosens underlejr Brünnlitz, oprettet af Oskar Schindler, overlevede 1.100 af "Schindlers jøder" krigen. Den Røde Armé befriede hovedlejren 13. februar 1945. Det er anslået, at af de 120.000 fanger, der passerede Gross-Rosen, døde 40.000 enten i lejren eller under evakueringen. 
På sin flugt for de fremrykkende russere forlod dr. Mengele Auschwitz i januar 1945 og tilbragte nogle uger i Gross-Rosen før han fortsatte vestpå. 